# اچ‌ام‌ای‌اس میلدورا
اچ‌ام‌ای‌اس میلدورا (به انگلیسی: HMAS Mildura) یک کشتی بود که طول آن ۱۸۶ فوت (۵۷ متر) بود. این کشتی در سال ۱۹۴۱ ساخته شد.